# Giacomo Puosi

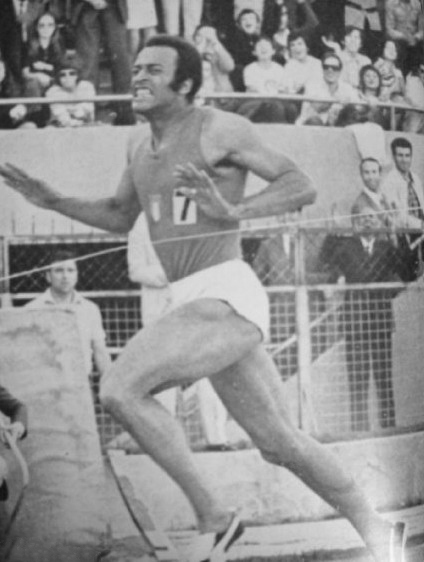
Giacomo Puosi, 1972

Giacomo Puosi (* 30. März 1946 in Viareggio) ist ein ehemaliger italienischer Sprinter.
In der 4-mal-100-Meter-Staffel wurde er bei den Olympischen Spielen 1968 in Mexiko-Stadt Siebter und bei den Europameisterschaften 1969 in Athen Fünfter.
1971 gewann er bei den Europameisterschaften in Helsinki Bronze in der 4-mal-100-Meter-Staffel und schied über 400 Meter im Vorlauf aus. Bei den Mittelmeerspielen gewann er über 400 Meter Silber.
Bei den Olympischen Spielen 1972 in München schied er in der ersten Runde der 4-mal-100-Meter-Staffel aus.
1970 wurde er Italienischer Meister über 200 Meter.

## Persönliche Bestzeiten
- 200 m: 20,7 s, 28. September 1968, Mexiko-Stadt
- 400 m: 46,5 s, 8. Juli 1971, Rom